# John Marsden Beaumont Jones
John Marsden  Beaumont Jones (Three Crosses (Gower), 20 dicembre 1920 – Cipro, 11 giugno 1992) è stato un islamista e storico britannico.
John Marsden Beaumont Jones, più noto semplicemente come Marsden Jones, è stato un professore emerito e fondatore e primo Direttore del Center for Arabic Studies dell'American University in Cairo.
Conseguì il suo PhD nella School of Oriental and African Studies dell'Università di Londra nel 1953.
Jones rese il Center for Arabic Studies uno dei poli d'eccellenza dello studio della storia araba, della letteratura, della lingua, dell'arte e dell'architettura araba.
Il suo principale campo di ricerca fu la storia del primo Islam, il sorgere delle sue prime istituzioni e lo studio dei moderni movimenti musulmani in Egitto.
Fu molto apprezzato dagli studiosi della storia islamica per la sua edizione del Kitāb al-Maghāzī di al-Wāqidī e sulla Sīra di Ibn Isḥāq/Ibn Hishām (Sirat Rasūl Allah) e sul genere letterario ad essa connesso.
Pubblicò anche una serie di volumi in lingua araba sui principali esponenti della letteratura contemporanea egiziana.